# Grand Prix Portugalii 1995
Grand Prix Portugalii 1995 (oryg. Grande Premio de Portugal) – 13. runda Mistrzostw Świata Formuły 1 w sezonie 1995, która odbyła się 22 - 24 września 1995, po raz 12. na torze Autódromo do Estoril.
24. Grand Prix Portugalii, 15. zaliczane do Mistrzostw Świata Formuły 1.

## Kwalifikacje
| P  | Nr | Kierowca                 | Konstruktor(-silnik) | Opony | Czas     | Odstęp   | Strata   |
| -- | -- | ------------------------ | -------------------- | ----- | -------- | -------- | -------- |
| 1  | 6  | David Coulthard          | Williams-Renault     | G     | 1:20.537 | -        | -        |
| 2  | 5  | Damon Hill               | Williams-Renault     | G     | 1:20.905 | 0:00.368 | 0:00.368 |
| 3  | 1  | Michael Schumacher       | Benetton-Renault     | G     | 1:21.301 | 0:00.396 | 0:00.764 |
| 4  | 28 | Gerhard Berger           | Ferrari              | G     | 1:21.970 | 0:00.669 | 0:01.433 |
| 5  | 30 | Heinz-Harald Frentzen    | Sauber-Ford          | G     | 1:22.226 | 0:00.256 | 0:01.689 |
| 6  | 2  | Johnny Herbert           | Benetton-Renault     | G     | 1:22.322 | 0:00.096 | 0:01.785 |
| 7  | 27 | Jean Alesi               | Ferrari              | G     | 1:22.391 | 0:00.069 | 0:01.854 |
| 8  | 14 | Rubens Barrichello       | Jordan-Peugeot       | G     | 1:22.538 | 0:00.147 | 0:02.001 |
| 9  | 25 | Martin Brundle           | Ligier-Mugen-Honda   | G     | 1:22.588 | 0:00.050 | 0:02.051 |
| 10 | 15 | Eddie Irvine             | Jordan-Peugeot       | G     | 1:22.831 | 0:00.243 | 0:02.294 |
| 11 | 26 | Olivier Panis            | Ligier-Mugen-Honda   | G     | 1:22.904 | 0:00.073 | 0:02.367 |
| 12 | 7  | Mark Blundell            | McLaren-Mercedes     | G     | 1:22.914 | 0:00.010 | 0:02.377 |
| 13 | 8  | Mika Häkkinen            | McLaren-Mercedes     | G     | 1:23.064 | 0:00.150 | 0:02.527 |
| 14 | 29 | Jean-Christophe Boullion | Sauber-Ford          | G     | 1:23.934 | 0:00.870 | 0:03.397 |
| 15 | 4  | Mika Salo                | Tyrrell-Yamaha       | G     | 1:23.936 | 0:00.002 | 0:03.399 |
| 16 | 3  | Ukyō Katayama            | Tyrrell-Yamaha       | G     | 1:24.287 | 0:00.351 | 0:03.750 |
| 17 | 23 | Pedro Lamy               | Minardi-Ford         | G     | 1:24.657 | 0:00.370 | 0:04.120 |
| 18 | 24 | Luca Badoer              | Minardi-Ford         | G     | 1:24.778 | 0:00.121 | 0:04.241 |
| 19 | 10 | Taki Inoue               | Footwork-Hart        | G     | 1:24.883 | 0:00.105 | 0:04.346 |
| 20 | 9  | Massimiliano Papis       | Footwork-Hart        | G     | 1:25.179 | 0:00.296 | 0:04.642 |
| 21 | 17 | Andrea Montermini        | Pacific-Ford         | G     | 1:26.172 | 0:00.993 | 0:05.635 |
| 22 | 21 | Pedro Diniz              | Forti-Ford           | G     | 1:27.292 | 0:01.120 | 0:06.755 |
| 23 | 22 | Roberto Moreno           | Forti-Ford           | G     | 1:27.523 | 0:00.231 | 0:06.986 |
| 24 | 16 | Jean-Denis Délétraz      | Pacific-Ford         | G     | 1:32.769 | 0:05.246 | 0:12.232 |
| P  | Nr | Kierowca                 | Konstruktor(-silnik) | Opony | Czas     | Odstęp   | Strata   |

## Wyścig
| P                 | + / –     | Nr | Kierowca                 | Konstruktor        | Opony | Okr. | Czas / Strata | Komentarz         |
| ----------------- | --------- | -- | ------------------------ | ------------------ | ----- | ---- | ------------- | ----------------- |
| 1                 | Bez zmian | 6  | David Coulthard          | Williams-Renault   | G     | 71   | 1h41:52.145   |                   |
| 2                 | 1         | 1  | Michael Schumacher       | Benetton-Renault   | G     | 71   | +0:07.248     |                   |
| 3                 | 1         | 5  | Damon Hill               | Williams-Renault   | G     | 71   | +0:22.121     |                   |
| 4                 | Bez zmian | 28 | Gerhard Berger           | Ferrari            | G     | 71   | +1:24.879     |                   |
| 5                 | 2         | 27 | Jean Alesi               | Ferrari            | G     | 71   | +1:25.429     |                   |
| 6                 | 1         | 30 | Heinz-Harald Frentzen    | Sauber-Ford        | G     | 70   | +1 okr.       |                   |
| 7                 | 1         | 2  | Johnny Herbert           | Benetton-Renault   | G     | 70   | +1 okr.       |                   |
| 8                 | 1         | 25 | Martin Brundle           | Ligier-Mugen-Honda | G     | 70   | +1 okr.       |                   |
| 9                 | 3         | 7  | Mark Blundell            | McLaren-Mercedes   | G     | 70   | +1 okr.       |                   |
| 10                | Bez zmian | 15 | Eddie Irvine             | Jordan-Peugeot     | G     | 70   | +1 okr.       |                   |
| 11                | 3         | 14 | Rubens Barrichello       | Jordan-Peugeot     | G     | 70   | +1 okr.       |                   |
| 12                | 2         | 29 | Jean-Christophe Boullion | Sauber-Ford        | G     | 70   | +1 okr.       |                   |
| 13                | 2         | 4  | Mika Salo                | Tyrrell-Yamaha     | G     | 69   | +2 okr.       |                   |
| 14                | 4         | 24 | Luca Badoer              | Minardi-Ford       | G     | 68   | +3 okr.       |                   |
| 15                | 4         | 10 | Taki Inoue               | Footwork-Hart      | G     | 68   | +3 okr.       |                   |
| 16                | 6         | 21 | Pedro Diniz              | Forti-Ford         | G     | 66   | +5 okr.       |                   |
| 17                | 6         | 22 | Roberto Moreno           | Forti-Ford         | G     | 64   | +7 okr.       |                   |
| Niesklasyfikowani |           |    |                          |                    |       |      |               |                   |
|                   |           | 17 | Andrea Montermini        | Pacific-Ford       | G     | 53   |               | skrzynia biegów   |
|                   |           | 8  | Mika Häkkinen            | McLaren-Mercedes   | G     | 44   |               | silnik            |
|                   |           | 16 | Jean-Denis Délétraz      | Pacific-Ford       | G     | 14   |               | kondycja fizyczna |
|                   |           | 26 | Olivier Panis            | Ligier-Mugen-Honda | G     | 10   |               | poślizg           |
|                   |           | 23 | Pedro Lamy               | Minardi-Ford       | G     | 7    |               | skrzynia biegów   |
|                   |           | 3  | Ukyō Katayama            | Tyrrell-Yamaha     | G     | 0    |               | wypadek           |
|                   |           | 9  | Massimiliano Papis       | Footwork-Hart      | G     | 0    |               | skrzynia biegów   |
| P                 | + / –     | Nr | Kierowca                 | Konstruktor        | Opony | Okr. | Czas / Strata | Komentarz         |

## Najszybsze okrążenie
| Nr | Kierowca        | Konstruktor      | Opony | Czas     | Okr. |
| -- | --------------- | ---------------- | ----- | -------- | ---- |
| 6  | David Coulthard | Williams-Renault | G     | 1:23.220 | 2    |